# Quint Cecili Metel Crètic (cònsol l'any 7)
Quint Cecili Metel Crètic (en llatí Quint Caecilius Metellus Creticus) va ser un magistrat romà que va viure en temps d'August i de Tiberi. Era probablement net de Quint Cecili Metel Crètic (cònsol 69 aC) (Quintus Caecilius Metellus Creticus) i possible fill de Quint Cecili Metel Crètic (Quintus Caecilius Metellus Creticus) el qüestor.
Va ser cònsol l'any 7 juntament amb Aule Licini Nerva Silià, i governador de Síria de l'any 13 al 17. Tiberi el va destituir del govern d'aquesta província per posar-hi Gneu Calpurni Pisó.